# Candalides grandissima
Candalides grandissima är en fjärilsart som beskrevs av Bethune-Baker 1908. Candalides grandissima ingår i släktet Candalides och familjen juvelvingar. Inga underarter finns listade i Catalogue of Life.

## Bildgalleri

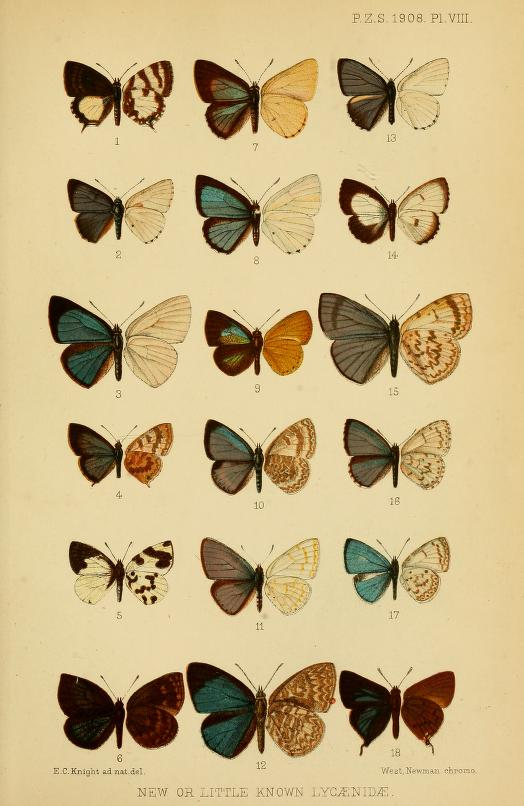